# Koppenhof (Buchloe)
Koppenhof ist ein Stadtteil von Buchloe im schwäbischen Landkreis Ostallgäu. Die Einöde liegt circa vier Kilometer östlich von Buchloe.

## Gemeindezugehörigkeit
Der Koppenhof gehörte zur Gemeinde Honsolgen und wurde mit dieser am 1. Juli 1972 in die Stadt Buchloe eingegliedert.

## Baudenkmäler
- Kapelle, Bau der 2. Hälfte des 18. Jahrhunderts über älterem Kern

Siehe auch: Liste der Baudenkmäler in Koppenhof